# ميسوري سيتي
ميسوري سيتي (بالإنجليزية: Missouri City, Texas)‏ هي مدينة تقع بولاية تكساس في شمال شرق الولايات المتحدة. تبلغ مساحة هذه المدينة 77.2 (كم²)، وترتفع عن سطح البحر 24 م، بلغ عدد سكانها 67358 نسمة في عام 2010 حسب إحصاء مكتب تعداد الولايات المتحدة .

## التركيبة السكانية
حدّد مكتب تعداد الولايات المتحدة بيانات التركيبة السكانية لميسوري سيتي في تعداد الولايات المتحدة. في ما يلي، التركيبة السكانية حسب تعدادي 2000 و2010.

### تعداد عام 2000
بلغ عدد سكان ميسوري سيتي 52,913 نسمة بحسب تعداد عام 2000، وبلغ عدد الأسر 17,069 أسرة وعدد العائلات 14,645 عائلة مقيمة في المدينة. في حين سجلت الكثافة السكانية 672.2 نسمة لكل كيلومتر مربع (1,741.0/ميل2). وبلغ عدد الوحدات السكنية 17,481 وحدة بمتوسط كثافة قدره 222.1 لكل كيلومتر مربع (575.2/ميل2).
وتوزع التركيب العرقي للمدينة بنسبة 44.29% من البيض و38.35% من الأمريكيين الأفارقة و0.20% من الأمريكيين الأصليين و10.60% من الأمريكيين ذوي الأصول الآسيوية و0.04% من سكان جزر المحيط الهادئ و4.46% من الأعراق الأخرى و2.06% من عرقين مختلطين أو أكثر و10.88% من الهسبانيون أو اللاتينيون من أي عرق.
بلغ عدد الأسر 17,069 أسرة كانت نسبة 52% منها لديها أطفال تحت سن الثامنة عشر تعيش معهم، وبلغت نسبة الأزواج القاطنين مع بعضهم البعض 70.2% من أصل المجموع الكلي للأسر، ونسبة 12.5% من الأسر كان لديها معيلات من الإناث دون وجود شريك،  بينما كانت نسبة 3.1% من الأسر لديها معيلون من الذكور دون وجود شريكة وكانت نسبة 14.2% من غير العائلات. تألفت نسبة 11.9% من أصل جميع الأسر من عدة أفراد يعيشون في نفس المنزل ونسبة 2.4% كانت تتألف من شخص يعيش بمفرده يبلغ من العمر 65 عاماً أو أكثر. وبلغ متوسط حجم الأسرة المعيشية 3.09، أما متوسط حجم العائلات فبلغ 3.36.
بلغ العمر الوسطي للسكان 35.5 عاماً. وكانت نسبة 30.8% من القاطنين تحت سن الثامنة عشر، وكانت نسبة 7% بين الثامنة عشر والرابعة والعشرين عاماً، ونسبة 30.9% كانت واقعةً في الفئة العمرية ما بين الخامسة والعشرين والرابعة والأربعين عاماً، ونسبة 25.7% كانت ما بين الخامسة والأربعين والرابعة والستين، ونسبة 5.3% كانت ضمن فئة الخامسة والستين عاماً فما فوق. يوجد لكل 100 أنثى 94.0 ذكر، ويوجد لكل 100 أنثى في الثامنة عشر من عمرها فما فوق 89.9 ذكر.
بلغ متوسط دخل الأسرة في المدينة 56,917 دولارًا، أما متوسط دخل العائلة فبلغ 61,570 دولارًا. وكان متوسط دخل الذكور 36,553 دولارًا مقابل 33,603 دولارًا للإناث. وسجل دخل الفرد الخاص بالمدينة 20,298 دولارًا. وكانت نسبة 3.3% من العائلات ونسبة 4.5% من السكان تحت خط الفقر، وكان من هؤلاء نسبة 5.4% تحت سن الثامنة عشر ونسبة 4.1% في الخامسة والستين من العمر وما فوق.

### تعداد عام 2010
بلغ عدد سكان ميسوري سيتي 67,358 نسمة بحسب تعداد عام 2010، وبلغ عدد الأسر 22,376 أسرة وعدد العائلات 18,159 عائلة مقيمة في المدينة. في حين سجلت الكثافة السكانية 855.7 نسمة لكل كيلومتر مربع (2,216.3/ميل2). وبلغ عدد الوحدات السكنية 23,374 وحدة بمتوسط كثافة قدره 296.9 لكل كيلومتر مربع (769.0/ميل2).
وتوزع التركيب العرقي للمدينة بنسبة 33.57% من البيض و41.77% من الأمريكيين الأفارقة و0.41% من الأمريكيين الأصليين و16.21% من الأمريكيين ذوي الأصول الآسيوية و0.04% من سكان جزر المحيط الهادئ و5.12% من الأعراق الأخرى و2.88% من عرقين مختلطين أو أكثر و15.30% من الهسبانيون أو اللاتينيون من أي عرق.
بلغ عدد الأسر 22,376 أسرة كانت نسبة 42.5% منها لديها أطفال تحت سن الثامنة عشر تعيش معهم، وبلغت نسبة الأزواج القاطنين مع بعضهم البعض 62% من أصل المجموع الكلي للأسر، ونسبة 15.2% من الأسر كان لديها معيلات من الإناث دون وجود شريك،  بينما كانت نسبة 4% من الأسر لديها معيلون من الذكور دون وجود شريكة وكانت نسبة 18.8% من غير العائلات. تألفت نسبة 15.8% من أصل جميع الأسر من عدة أفراد يعيشون في نفس المنزل ونسبة 4% كانت تتألف من شخص يعيش بمفرده يبلغ من العمر 65 عاماً أو أكثر. وبلغ متوسط حجم الأسرة المعيشية 3.00، أما متوسط حجم العائلات فبلغ 3.35.
بلغ العمر الوسطي للسكان 38.5 عاماً. وكانت نسبة 26.2% من القاطنين تحت سن الثامنة عشر، وكانت نسبة 8.3% بين الثامنة عشر والرابعة والعشرين عاماً، ونسبة 25.1% كانت واقعةً في الفئة العمرية ما بين الخامسة والعشرين والرابعة والأربعين عاماً، ونسبة 31.4% كانت ما بين الخامسة والأربعين والرابعة والستين، ونسبة 8.9% كانت ضمن فئة الخامسة والستين عاماً فما فوق. وتوزع التركيب الجنسي للسكان بنسبة 47.7% ذكور و52.3% إناث.

## أعلام
- إيفان مكفارلين
- داريوس جونسون
- كينيث موراي
- جون غريمزلي
- بيلي راي براون
- جيك ماثيوز
- بوب براون
- بوب يونغ

## وصلات خارجية
- The US50 - Cities and Towns in Texas State